# Протока Кабота

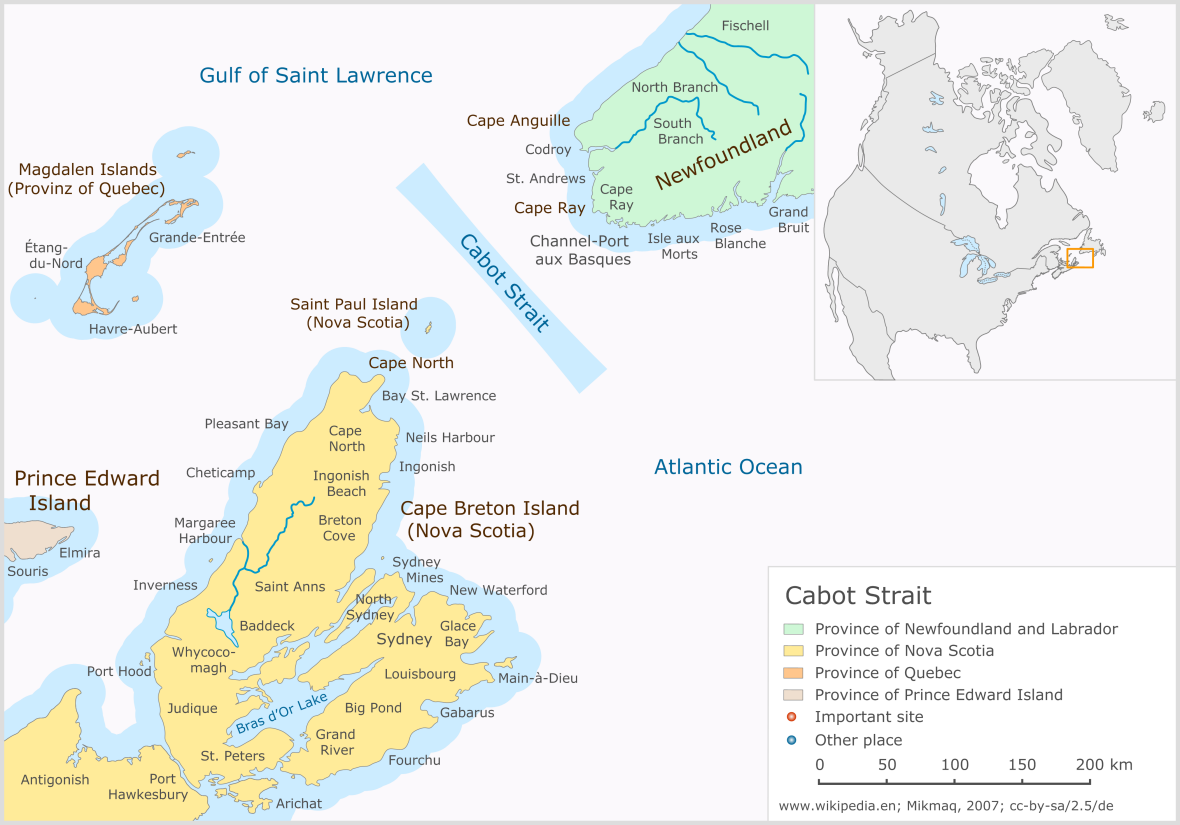
Протока Кабот

 Прото́ка Кабо́та  (англ. Cabot Strait, фр. détroit de Cabot) — протока між о. Ньюфаундленд та о. Кейп-Бретон у східній частині Канади; довжина 110 км.
Протока Кабот — частина Затоки Святого Лаврентія між найпівнічнішим населеним пунктом (Кейп-Норт) на узбережжі острова Кейп-Бретон, і найпівденнішим населеним пунктом (Кейп-Рей) узбережжя острова Ньюфаундленд.
Протоку названо на честь італійського мореплавця Джона Кабота.
Два більші містечка по обох боках протоки — Ченел-Порт-о-Баск і Норт-Сідні.
| Земля | Це незавершена стаття з географії. Ви можете допомогти проєкту, виправивши або дописавши її. |